# Franjo von Allmen
Franjo von Allmen, född 24 juli 2001, är en schweizisk alpin skidåkare.

## Karriär
Vid VM 2025 i Saalbach-Hinterglemm tog von Allmen guld i störtlopp och i lagkombination tillsammans med Loïc Meillard.